# Live at Mandel Hall
Live at Mandel Hall  ist ein Jazzalbum des Art Ensemble of Chicago. Die am 15. Januar 1972 bei einem Konzert in der Mandel Hall der University of Chicago entstandenen Aufnahmen erschienen 1974 als Doppelalbum in den Vereinigten Staaten auf Delmark Records, in Japan auf Trio Records.

## Hintergrund
Das Art Ensemble hatte bei seinem zweijährigen Aufenthalt in Paris Eindruck hinterlassen, arbeitete ununterbrochen und nahm in dieser Zeit 15 Alben auf, notierte Michael J. West. Nach ihrer Rückkehr in die USA verstärkte das Quintett seine kollektive Struktur, um in den USA zu überleben. Sie bündelten ihre Ressourcen, um einen Greyhound-Bus von 1951 zu kaufen, mit dem sie im Laufe des nächsten Jahrzehnts monatelang durch das Land tourten. Moye baute seine Wohnung im Chicagoer Musicians Building zum Geschäftsbüro des Art Ensembles um und stellte schließlich Personal ein. Die Einnahmen aus Tourneen und Albumverkäufen flossen allesamt zurück in die Kassen des Art Ensembles.
Das Album Live at Mandel Hall des Art Ensemble of Chicago aus dem Jahr 1972 dokumentierte die Rückkehr nach dem Aufenthalt in Paris, bei dem das Quartett sich um den Schlagzeuger Don Moye zum Quintett erweitert und seinen Sound zu etwas völlig Neuem verfeinert hatte, notierte Thomas Conrad. Die Band beherrschte fließend das, was der Trompeter Lester Bowie als „Great Black Music“ bezeichnete, und „war genug geübt und experimentierfreudig genug, um im Handumdrehen zwischen offener Improvisation, Dixieland-Jazz, afrikanischen Rhythmen, Feldliedern und Militärmärschen zu wechseln.“

## Titelliste
- Art Ensemble of Chicago: Live at Mandel Hall (Trio Records PA-6022~23, Delmark Records PA-6022~23)[3]

LP 1 Duffvipels	

A		Duffvipels, Part 1

B1		Duffvipels, Part 2

B2		Check-mate
LP 2 Dautalty

A		Dautalty, Part 1

B1		Dautalty, Part 2

B2		Mata Kimasu (We’ll Come Again)

## Rezeption
Scott Yanow verlieh dem Album in Allmusic vier Sterne und schrieb, der zuvor beigetretene Schlagzeuger Don Moye habe sich als großer Gewinn für die Gruppe erwiesen. Obwohl es während ihres langen Auftritts einige mäandrierende Momente gibt, würde die Musik fast immer das Interesse aufrecht halten (ein humorvoller betrunken [klingend]er Marsch sei ein Höhepunkt des Albums) und gebe den Zuhörern eine sehr gute Vorstellung davon, wie das Art Ensemble in seinen Anfängen klang, als es noch überhaupt nicht davor zurückschreckte, die äußeren Grenzen der Musik auszuloten.